# دوغ غورلاي
دوغ غورلاي هو سياسي كندي، ولد في 1 ديسمبر 1929. انتخب عضو المجلس التنفيذي لمانيتوبا ‏.